# Lord Edgware sterft
Lord Edgware sterft is een detectiveverhaal van Agatha Christie. Het boek verscheen op de Engelse markt in 1933 onder de titel Lord Edgware Dies en werd uitgegeven door Collins Crime Club. Datzelfde jaar bracht Dodd, Mead and Company het boek uit in de Verenigde Staten onder de titel Thirteen at Dinner. In 1934 werd het boek naar het Nederlands vertaald en wordt tegenwoordig verdeeld door uitgeverij Luitingh-Sijthoff

## Verhaal
Actrice Jane Wilkinson vraagt Poirot om haar te helpen met haar scheiding van Lord Edgware. Edgware vertelt aan Poirot dat hij haar reeds een brief heeft geschreven met bevestiging van de scheiding, maar zij beweert deze nooit te hebben ontvangen. Dezelfde avond wordt Lord Edgware vermoord, maar het duurt tot de volgende dag eer zijn lichaam wordt gevonden. Jane heeft een alibi: Poirot leest in de krant dat zij toen in een restaurant met 12 andere gasten vertoefde. De butler beweert dat hij Jane die bewuste avond toch in de woning van Edgware heeft opgemerkt.
Ook actrice Carlotta Adams, die eveneens aanwezig was in het restaurant, wordt dood gevonden na een overdosis van haar slaapmiddel te hebben ingenomen. Bij haar wordt een gouden doosje gevonden met haar initialen en daarin het slaapmiddel. Op het doosje staat de inscriptie "C.A. from D, Paris, November 10th Sweet Dreams".
Enkele dagen later woont Wilkinson opnieuw een diner bij waar men spreekt over Paris van Troje, maar Jane denkt dat de gasten het over de Franse hoofdstad Parijs hebben. Ross, ook aanwezig op het vorige diner, vindt dit vreemd aangezien Jane het verhaal over het paard van Troje wel kende op de avond dat haar man werd vermoord. Ross belt naar Poirot, maar nog voordat hij dit kan zeggen, wordt hij doodgestoken.
Poirot achterhaalt dat Carlotta Adams imitaties doet. Hij is van mening dat zij op de avond van de moord verkleed als Jane deelnam aan het diner. Jane zou Carlotte rijkelijk belonen, maar vermoordde haar door een overdosis slaapmiddel in haar drinken te doen. Later vermoordde ze ook Ross omdat hij cruciale informatie voor Poirot had. Het motief waarom Edgware dood moest: Jane heeft een relatie met de Hertog van Merton, een strenggelovige Rooms-Katholieke man. Daarom wil hij niet trouwen met een gescheiden vrouw, maar een weduwe is volgens zijn geloof geen probleem.

## Adaptaties

### Film
Het boek werd in 1934 verfilmd door Henry Adwards. De rol van Poirot wordt door Austin Trevor vertolkt.

### Televisie
Het boek werd naar een televisiefilm bewerkt in 1985 met Peter Ustinov in de rol van Poirot. Faye Dunaway speelde zowel de rol van Jane Wilkinson als deze van Carlotta Adams. Het verhaal speelt zich af in de jaren 1980 in plaats van 1930. David Suchet speelde de rol van hoofdinspecteur Japp.
In 2000 werd het werk nogmaals verfilmd voor de serie Agatha Christie's Poirot waar de rol van Poirot door David Suchet wordt gebracht. Er werden kleine aanpassingen in het verhaal aangebracht waaronder:
1. Het personage van Miss Lemon werd toegevoegd. het is de eerste episode waarin Hercule is teruggekeerd naar zijn Londense flat. Ook Arthur Hastings komt na een financieel debacle met hangende pootjes terug uit Argentinië.
2. Het verhaal speelt zich af na De moord op Roger Ackroyd. Dat is af te leiden uit het feit dat Poirot is teruggekeerd naar zijn appartement.
3. Poirot verneemt via de vrouw van de organisator van het eerste diner dat Jane daar aanwezig was en niet via een krant.
4. De naam van het personage Jenny Driver werd veranderd in Penny Driver.
5. Poirots belangrijkste aanwijzing komt van een opmerking van Hastings en niet van iets wat hij toevallig hoorde in een theater. "Het is andersom".
6. Op het einde van het verhaal schrijft Jane een brief naar Poirot met de vraag waarom openbare ophangingen niet meer als straf worden uitgesproken. Dit is niet aanwezig in de aflevering.